# Aulographum hederae
Aulographum hederae är en svampart som beskrevs av Lib. 1834. Aulographum hederae ingår i släktet Aulographum och familjen Aulographaceae.  Arten är reproducerande i Sverige. Inga underarter finns listade i Catalogue of Life.